# Landkreis

Förvaltningsnivåer i Tyskland

Karta över Tyskland med gränser för samtliga Landkreise inritade. Kretsfria städer markerade i gult.

Landkreis eller Kreis är i Tyskland en form av sekundärkommuner inom Tysklands förbundsländer, och motsvarar närmast landstingen i Sverige eller de moderna landskapen i Finland. Många större städer tillhör ingen Landkreis utan är kretsfria (Kreisfreie Stadt) och utgör administrativt en primär- och sekundärkommun samtidigt.
Inom en Landkreis har man vanligen samma bokstav på bilarnas registreringsskyltar.
Landkreise ingår i vissa förbundsländer i ett Regierungsbezirk, som utgör den högsta administrativa undernivån i förbundslandet. I många förbundsländer utgör Landkreise och kreisfria städer istället den högsta nivån av administrativ underindelning. I en Landkreis finns flera Gemeinden och städer, vilka motsvarar de svenska kommunerna.
I Schleswig-Holstein och Nordrhein-Westfalen kallas Landkreis för Kreis. Storstäderna och stadsdelstaterna Berlin, Hamburg och Bremen har inte denna typ av underindelning.

## Uppgifter
En Landkreis fungerar som sekundärkommun i relation till primärkommunerna (Gemeinden) och delar de uppgifter med Gemeinden som annars i en större Kreisfreie Stadt ingår i stadens uppgifter. Större kommuner har i allmänhet en större andel av de gemensamma uppgifterna, medan en Landkreis i högre grad träder in i regioner där kommunerna är små och inte har det nödvändiga skatteunderlaget för vissa kommunala uppgifter. Detta kan också ske när ett regionalt behov av utjämning över kommungränserna finns.
Inom det sociala området är en Landkreis ansvarig för kommunal familjepolitik och socialbidrag enligt Sozialgesetzbuch XII. Till andra uppgifter hör avfallshantering, räddningstjänst, brandskydd, katastrofberedskap, sjukvård och livsmedelskontroll samt naturskyddsområden och djurskyddsfrågor.
Inom trafikområdet är en Landkreis ansvarig för den offentliga lokaltrafiken, utfärdande av körkort, fordonskontroll samt byggnation och underhåll av vägar klassade som länsvägar (Kreisstraßen). 
Inom utbildningsområdet är en Landkreis huvudman för yrkesskolor och särskolor. 
I vissa förbundsländer är en Landkreis ansvarig för fastighetsregistret och lantmäteri. Vid behov övertar även en Landkreis barn- och ungdomsfrågor som familjeomsorg samt byggnationsfrågor från mindre kommuner.

## Ortsbeteckningar
Städer som inte ingår i Landkreise kallas kretsfria städer, vilket syftar på en större stad som utgör en självständig sekundärkommun.
Huvudorten i en Landkreis eller Kreis kallas Kreisstadt, eller i ytterst sällsynta fall Kreishauptort om huvudorten inte formellt är en stad. Det förekommer även att Landkreise har sitt administrativa säte i en närbelägen kretsfri stad som inte själv är del av denna Landkreis.
Även begreppen Große Kreisstadt, Große kreisangehörige Stadt förekommer, men syftar då inte nödvändigtvis på huvudorten utan istället på en stad där en Landkreis delegerat vissa av sina uppgifter till stadskommunen. Som exempel kan nämnas staden Torgau i Sachsen, som dels är kreisstad (huvudort) för Landkreis Nordsachsen, men också är Große Kreisstadt.

## Statistik
Tysklands befolkningsmässigt största sekundärkommuner är Region Hannover, Niedersachsen, med 1 119 526 invånare (vilken omfattar storstaden Hannover och den tidigare Landkreis Hannover), och Kreis Recklinghausen, Nordrhein-Westfalen, med 613 878 invånare, medan den minsta är Landkreis Lüchow-Dannenberg, Niedersachsen, med 48 670 invånare (2013). I denna beräkning medtas inte de stora stadsstaterna Berlin och Hamburg som ej är indelade i sekundärkommuner, eller staden München som är en Kreisfreie Stadt och ej tillhör någon sekundärkommun.